# Brian Stonehouse
Pour les articles homonymes, voir Stonehouse.
Brian Stonehouse (8 août 1918 - 2 décembre 1998) est un peintre britannique et, pendant la Seconde Guerre mondiale, un agent du service spécial Special Operations Executive, section F.

## Biographie

### Jeunesse
1918. Le 8 août, naissance de Brian Stonehouse à Torquay, en Angleterre.
Sa famille s’installe en France, il va à l’école dans la ville de Wimereux (Pas-de-Calais).
1932. De retour en Angleterre, il étudie les arts à l'école d'Ipswich.
Il travaille comme artiste.

### Seconde Guerre mondiale
1939. Au déclenchement de la guerre, il rejoint l’armée territoriale. Il est ensuite incorporé dans l’Artillerie royale.
1940. Il travaille comme interprète à Glasgow pour les troupes françaises évacuées de Norvège.
1941.
- Automne. Il reçoit l’entraînement pour aller dans le 121 Officer Cadet Unit. Le Special Operations Executive prend contact avec lui. Comme il parle bien français, le SOE le recrute, pour en faire un opérateur radio.

1942.
- 1er juillet. Brian Stonehouse est parachuté en France, près de Tours, avec le nom de code « Célestin ». Sa radio reste accrochée dans un arbre et il passe cinq nuits dans la forêt avant de pouvoir la récupérer. À ce moment-là, il constate qu’elle ne fonctionne pas. Son contact l'oriente sur Lyon.
- Août. Il est en contact radio régulier avec Londres.
- Septembre. Il est opérateur radio pour le réseau GREENHEART des frères Newton et pour le réseau DETECTIVE d’Henri Sevenet. Le courrier Blanche Charlet récemment arrivée pour l'assister lui trouve une maison sûre d'où il peut émettre régulièrement et prendre des contacts avec les autres agents SOE. Mais Brian Stonehouse manque de prudence et transmet trop souvent et trop longtemps, ce qui permet aux Allemands de le localiser, grâce à leur méthode radiogoniométrique.
- 24 octobre. La Milice française l’arrête au château Hurlevent, près de Lyon. Blanche Charlet est également capturée, mais plus tard, elle parviendra à s’échapper et à rentrer à Londres.
- Dans la prison de Castres, Stonehouse est mis à l’isolement. Il subit de fréquents et brutaux interrogatoires.
- Décembre. Il est transféré à la prison de Fresnes au sud de Paris, et de nouveau interrogé. Finalement il est expédié en Allemagne avec d’autres prisonniers SOE.

1943.
- Octobre. Il arrive à Sarrebruck.
- Novembre. Il est envoyé au camp de concentration de Mauthausen.
- Pendant un bref moment, il est détenu dans un Camp d'éducation par le travail de la Luftwaffe à Vienne.

1944.
- Été. Il est transféré au camp de concentration de Natzweiler-Struthof en Alsace avec Albert Guérisse (Pat O'Leary), le chef de la ligne d'évasion PAT. Là il sauve sa vie en faisant des dessins pour le commandant du camp. Il est le témoin de l’arrivée dans le camp de quatre femmes agents du SOE, Andrée Borrel, Vera Leigh, Diana Rowden et Sonia Olschanezky, qui sont toutes exécutées et jetées dans le four crématoire, dans une tentative de les faire disparaître sans laisser de trace. Après la guerre, lors des procès des criminels de guerre nazis, Brian Stonehouse et Albert Guérisse témoigneront sur le traitement infligé à ces femmes. En 1985, Stonehouse peindra un tableau en couleurs, représentant les quatre femmes et qui honore leur mémoire. Il est accroché dans le club des Forces spéciales, à Londres.

1945.
- Stonehouse est envoyé au camp de concentration de Dachau.
- 29 avril. Il est libéré par les troupes américaines.

### Après la guerre
Après la guerre, il reste militaire et est promu capitaine, tandis qu’il travaille pour la Commission de contrôle alliée à Francfort-sur-le-Main, où il assiste aux interrogatoires des membres de la Gestapo et de la SS.
1946. Stonehouse poursuit sa carrière d’artiste de mode aux États-Unis, peignant pour des magazines comme Vogue.
1979. Il retourne en Grande-Bretagne et devient un portraitiste. Parmi ses clients, on note des membres de la famille royale.
À la fin de sa vie, Stonehouse est un théosophe actif, vivant à la branche londonienne de la United Lodge of Theosophists.
1998. Il meurt le 2 décembre.

## Reconnaissance
- Distinction : ordre de l'Empire britannique (militaire).
- Plaque commémorative : sur les lieux où il a été arrêté (château de Hurlevent, chemin de Beauregard, Feyzin), une plaque lui rendant hommage, ainsi qu'à Blanche Charlet et à M. et Mme Jourdan, a été inaugurée le 20 juin 2004

## Identités
- État civil : Brian Julian Warry Stonehouse
- Comme agent du SOE :
  - Nom de guerre (field name) : « Célestin »
  - Nom de code opérationnel : JAPONICA (en français COGNASSIER DU JAPON)

Pour accéder à des photographies de Brian Stonehouse, se reporter au paragraphe Sources et liens externes en fin d'article.

## Brian Stonehouse artiste
Pendant ses activités de résistance en France, Stonehouse continua à dessiner les gens qu’il rencontrait. Plusieurs fois, on lui recommanda de ne pas porter ses cahiers de dessins avec lui quand il était en mission. Pendant ses différentes périodes d’emprisonnement, il continua à dessiner, au début secrètement, mais de manière plus ouverte après avoir été découvert. Ses dessins représentent ses amis agents du SOE prisonniers, la vie en prison, les gardiens de prison. La famille Stonehouse a remis ses collections, en même temps que certaines autres réalisations personnelles, à l’Imperial War Museum à Londres en mai 2007. Elles incluent, en plus de l’art de la guerre, par exemple, des lettres écrites après la guerre par des survivants du SOE et des photographies du Président Eisenhower. Cette dernière collection inclut une photographie signée et une note d'Eisenhower à propos d'une nouvelle rencontre avec Stonehouse peu de temps après la fin de la guerre. Cette note disait qu'à l'occasion de la rencontre en question, Brian Stonehouse a demandé à Eisenhower s'il savait pourquoi il avait survécu à la guerre. La réponse d'Eisenhower fut : « J'allais vous le demander. »
Le musée de Moyse à Bury St Edmunds a découvert et facilité la remise des collections à la suite d'une exposition sur le jour de la victoire en Europe (V-E Day) et le jour de la victoire sur le Japon (V-J Day), exposition à laquelle la famille de Brian avait apporté des objets et des œuvres personnelles.

## Sources
- Fiche Brian Stonehouse Brian Julian, avec photographies, sur le site Special Forces Roll of Honour.
- Michael R. D. Foot, Des Anglais dans la Résistance. Le Service secret britannique d'action (SOE) en France 1940-1944, annot. Jean-Louis Crémieux-Brilhac, Tallandier, 2008,  (ISBN 978-2-84734-329-8) /  (EAN 9782847343298). Traduction en français par Rachel Bouyssou de (en) SOE in France. An account of the Work of the British Special Operations Executive in France, 1940-1944, Londres, Her Majesty's Stationery Office, 1966, 1968 ; Whitehall History Publishing, in association with Frank Cass, 2004. Ce livre présente la version officielle britannique de l’histoire du SOE en France.

### Sites internet
- (en) Brian Stonehouse, sur le site graymca.com
- (en) Brian Stonehouse sur le site spartacus-educational.com

### Bases de données
- Ressource relative aux beaux-arts :   - RKDartists
- Ressource relative à l'audiovisuel :   - IMDb